# Il bacio di Giuda (film 1929)
Il bacio di Giuda (True Heaven) è un film del 1929 diretto da James Tinling. La sceneggiatura si basa sul racconto Judith di Charles Edward Montague pubblicato in Action, and Other Stories nel 1928.

## Trama
Philip Gresson, tenente dell'Esercito britannico in Belgio, si innamora di Judith che lavora come entertainer in un locale. La ragazza poi gli salva la vita ma lui, dopo essere stato inviato in missione dietro le linee nemiche travestito da ufficiale tedesco, scopre che Judith è un agente nemico. La ragazza è lacerata tra amore e dovere. Philip verrà salvato dalla fucilazione quando arriva la notizia della firma dell'armistizio.

## Produzione
Il film - con il titolo di lavorazione False Colors - fu prodotto dalla Fox Film Corporation sotto la supervisione di Kenneth Hawks.

## Distribuzione
Il copyright del film, richiesto dalla Fox Film Corp., fu registrato il 22 gennaio 1929 con il numero LP50.
Distribuito dalla Fox, il film uscì nelle sale cinematografiche statunitensi nel 1929, presentato in anteprima il 13 gennaio, presentato da William Fox. In Germania, il film fu distribuito dalla Defaleih.

### Date di uscita
- Germania	1929
- USA	13 gennaio 1929	 (première)
- USA	17 febbraio 1929

Alias
- True Heaven	USA (titolo originale)
- Etappe 1918	Austria / Germania
- Die geheimnisvolle Sieben	Austria
- False Colors	USA (titolo di lavorazione)
- I zoi tou mou anikei	Grecia (transliterated ISO-LATIN-1 title)
- Il bacio di Giuda	Italia